# Aislamiento de celulosa
El aislamiento de celulosa es un tipo de aislamiento térmico y  acústico, fundamentalmente dirigido a la construcción, que consiste en papel de periódico reciclado tratado con ácido bórico para darle propiedades ignífugas, fungicidas e insecticidas.

## Uso
Es un aislamiento cuyo uso está aumentando debido a que se le considera un producto ecológico. Es muy utilizado en Estados Unidos, en los países nórdicos y en Centroeuropa.[cita requerida] Es un potente aislante invernal, posiblemente el mejor aislante estival debido a su capacidad de almacenamiento de calor y además debido a su elevada porosidad se utiliza también como aislante acústico.[cita requerida]
Se puede aplicar en seco y en húmedo:
- En seco se suele aplicar en la rehabilitación de edificios, se insufla mediante unas máquinas a unos 3 o 4 bares de presión dentro de las [cámaras o cavidades. La aplicación debe hacerse siempre por empresas homologadas y especializadas según determina la homologación. De este modo se puede aplicar en cámaras de ventilación, buhardillas, espacios cerrados por falsos techo de escayola o cartón yeso, trasdosados, sobre forjados, bajo cubiertas de palomeros, etc.
- En húmedo se aplica en obra nueva mediante finas toberas de chorro de agua que humedecen la celulosa proyectada. Su resistencia a la transmisión del flujo térmico es de 0,039 W/(m·K), similar a otros aislantes como la lana de roca o la fibra de vidrio.

### Ventajas
- Es un aislante ecológico, se comporta con total naturalidad como la madera, no se requiere apenas energía para su elaboración ya que es material reciclado.
- Su precio es muy competitivo, puede competir con otros materiales sintéticos como la lana de roca o la fibra de vidrio.
- Como aislamiento estival, al comportarse como la madera, tiene la ventaja de conservar el frescor de la mañana y transmitirlo hasta 12 horas más tarde, a lo largo del día, por lo que es usado como aislamiento estival. Su capacidad de acumulación de calor es una característica de los aislamientos orgánicos.[cita requerida]
- Como aislamiento acústico su alta porosidad lo sitúa entre los mejores materiales aislantes. Como aislamiento en general su major ventaja es la de repartirse muy bien en todas las cavidades, sellando todas las juntas y huecos en el que se pueda generar corrientes de aire o convecciones. Ello hace que el efecto del aislamiento se sienta con más intensidad y efectividad, por un lado por el propio material aislante y por otro, porque impide el paso del aire.

### Desventajas
- Al aplicarse en seco se forma polvo. Este polvo no es tóxico pero puede ser aspirado y por tanto puede llegar a ser molesto.
- En húmedo se forma un barrizal en obra y hay que cubrir muy bien las zonas sensibles, enchufes, puertas, ventanas, etc.